# Boku to Kimi no Taisetsu na Hanashi
Boku to Kimi no Taisetsu na Hanashi (僕と君の大切な話) é uma série de mangá japonesa escrita e ilustrada por Robico. Foi serializada na revista Dessert da Kodansha de agosto de 2015 a dezembro de 2019. A Kodansha reuniu os capítulos em sete volumes tankōbon.
Em 2020, Boku to Kimi no Taisetsu na Hanashi ganhou o 44º Prêmio Kodansha Manga na categoria shōjo.

## Enredo
Nozomi Aizawa conhece e se apaixona por Shiro Azuma em seu primeiro ano na Escola de Ensino Médio Heiwadai. Tímida demais para falar com ele, seus sentimentos são mantidos em segredo até o segundo ano, quando ela de repente se confessa a ele em uma estação de trem. Shiro leva a declaração de amor de Nozomi na brincadeira, mas daquele dia em diante os dois começam a conversar no banco da estação e, eventualmente, na escola também.

## Publicação
Boku to Kimi no Taisetsu na Hanashi é escrito e ilustrado por Robico. A serialização começou na revista Dessert da Kodansha em 24 de agosto de 2015. O primeiro volume tankōbon foi lançado em 11 de março de 2016. A série entrou em hiato na edição de julho de 2016 da Dessert, mas retornou na edição de janeiro de 2017. A série foi concluída em 24 de dezembro de 2019. O sétimo e último volume foi lançado em 13 de março de 2020, em edição normal e limitada.
A NewPOP anunciou em que publicaria a série no Brasil, entretanto, não há ainda uma previsão de publicação.

## Recepção
Em janeiro de 2019, a série tinha 700 mil cópias impressas.
Na edição de 2017 do guia Kono Manga ga Sugoi!, a série ficou em oitavo lugar na lista dos 20 melhores mangás para o público feminino. Em 2019, a série foi indicada ao 43º Prêmio Kodansha Manga na categoria shōjo. No entanto, perdeu para Perfect World de Rie Aruga. Em 2020, ganhou o 44º Prêmio Kodansha Manga na categoria shōjo.